# Nathan Deakes
Nathan Deakes (Geelong, 17 de agosto de 1977) é um atleta australiano, detentor da segunda melhor marca mundial de sempre em 50 quilómetros marcha, sendo recorde do mundo na altura em que foi estabelecida (dezembro de 2006). É ainda o 5º melhor marchador de sempre em 20 km marcha, com o tempo de 1:17:33 h.
Ganhou a medalha de bronze nos 50 km marcha dos Jogos Olímpicos de Atenas 2004 e venceu, tanto em 20 como em 50 km marcha, as edições de 2002 e 2006 dos Jogos da Commonwealth. Em 2007 conseguiu o título mais importante da sua carreira, quando venceu os 50 quilómetros dos Campeonatos Mundiais de 2007, disputados em Osaka.
Deakes possui habilitações académicas universitárias em Ciências Financeiras e uma especialização em Direito pela Universidade de Camberra.